# Caso Johnny Depp contra Amber Heard
John C. Depp II, contra Amber Laura Heard (CL-2019-2022) fue un juicio por difamación en el condado de Fairfax, Virginia, que comenzó el 11 de abril y finalizó el 1 de junio del 2022. El demandante Johnny Depp alegó tres cargos de difamación por 50 millones de dólares en daños y perjuicios de la acusada Amber Heard, quien contrademandó 100 millones.
Depp y Heard son actores que estuvieron casados entre 2015 y 2017. En diciembre del 2018, Heard publicó un artículo de opinión en The Washington Post describiéndose a sí misma, sin nombrar a Depp, como "una figura pública que representa el abuso doméstico" y "viendo, en tiempo real, cómo las instituciones protegen a los hombres acusados de abuso”. Depp por su parte negó las acusaciones. En otro juicio por difamación en Inglaterra, en el que Depp demandó a News Group Newspapers Ltd por un artículo publicado en The Sun, el juez que presidió el juicio falló en contra de Depp, afirmando que "la gran mayoría de las supuestas agresiones de la señora Heard por parte del señor Depp han sido probadas por la vía civil".
El 1 de junio de 2022, el jurado falló a favor de Depp en los tres cargos y le otorgó $15 millones en daños. El jurado también falló a favor de Heard en uno de sus tres cargos y le otorgó $2 millones. La jueza redujo el monto de los daños punitivos otorgados contra Heard de acuerdo con los límites legales a un monto total de $10,35 millones otorgados a Depp.

## Antecedentes

### La relación de Depp y Heard
Los actores Johnny Depp y Amber Heard comenzaron una relación en 2012 y se casaron en Los Ángeles en febrero del 2015. Heard solicitó el divorcio el 23 de mayo de 2016 y obtuvo una orden de restricción temporal (TRO) contra Depp. En respuesta, él alegó que ella estaba "intentando asegurar una resolución financiera prematura alegando abuso". Heard testificó sobre el presunto abuso en una declaración durante su litigio de divorcio, alegando que Depp había sido "verbal y físicamente abusivo" a lo largo de su relación, generalmente bajo la influencia del alcohol o las drogas. El divorcio recibió mucha publicidad, con imágenes de las supuestas lesiones de Heard publicadas por los medios.
Se llegó a un acuerdo en agosto del 2016 y el divorcio finalizó en enero del 2017. Heard retiró la orden de restricción, y ella y Depp emitieron una declaración conjunta en la que afirmaban que su "relación era intensamente apasionada y periódicamente volátil, pero siempre unida por amor. Ninguna de las partes ha hecho acusaciones falsas para obtener ganancias financieras. Nunca hubo ninguna intención de daño físico o emocional".
Depp pagó a Heard un acuerdo de 7 millones de dólares, que se comprometió a donar a la Unión Estadounidense por las Libertades Civiles y al Hospital de Niños de Los Ángeles. El acuerdo también incluía un acuerdo de confidencialidad (ADC) que impedía que cualquiera de las partes hablara públicamente de su relación.

### Artículo de opinión de Heard enThe Washington Post
En diciembre del 2018, The Washington Post publicó un artículo de opinión escrito por Heard titulado: «Amber Heard: hablé en contra de la violencia sexual, y enfrenté la ira de nuestra cultura. Eso tiene que cambiar». En el artículo, Heard declaró: «Hace dos años, me convertí en una figura pública que representaba el abuso doméstico, y sentí toda la fuerza de la ira de nuestra cultura por las mujeres que hablan. [... ] Tuve la rara ventaja de ver, en tiempo real, cómo las instituciones protegen a los hombres acusados de abuso». Además, afirmó que, como resultado de esto, había perdido un papel en una película y una campaña publicitaria para una marca de moda mundial. El artículo de opinión, que identificó a Heard como embajadora de los derechos de las mujeres en la Unión Estadounidense de Libertades Civiles, pidió al Congreso que reautorice la Ley de Violencia contra la Mujer y expresó su preocupación por los cambios que Betsy DeVos había propuesto al Título IX, que Heard argumentó que podría «debilitar las protecciones para sobrevivientes de agresión sexual».

## Juicio
En febrero del 2019, Depp demandó a Heard por su artículo de opinión de diciembre del 2018 en The Washington Post. Depp también repitió su acusación de que Heard había sido quien abusó de él, y que sus acusaciones constituían un engaño contra él. En agosto del 2020, Heard contrademandó a Depp, alegando que había coordinado "una campaña de acoso a través de Twitter y [al] orquestar peticiones en línea en un esfuerzo por hacer que la despidieran de Aquaman y L'Oréal". El juicio se lleva a cabo en un tribunal del condado de Fairfax en el estado de Virginia, ya que los servidores de The Washington Postedición en línea se encuentran en ese condado. Sin embargo, también se ha especulado que se eligió Virginia debido a la debilidad de sus leyes Anti-SLAPP, lo que permite que el éxito en los casos de difamación sea más factible.

### Desarrollos previos al juicio
En octubre de 2020, la jueza del caso inhabilitó al abogado de Depp, Adam Waldman, para representar a Depp después de que filtrara información confidencial cubierta por una orden de protección a los medios. Tras el veredicto en la demanda de Depp contra The Sun el mes siguiente, los abogados de Heard solicitaron que se desestimara la demanda por difamación; sin embargo, la jueza Penney S. Azcarate falló en contra porque Heard había sido testigo, no acusado en el caso del Reino Unido; Azcarate tampoco permitiría que la justicia británica impactara en la justicia estadounidense. En agosto de 2021, un juez de Nueva York dictaminó que la Unión Estadounidense por las Libertades Civiles (ACLU) tenía que divulgar documentos relacionados con la promesa de caridad de Heard a la organización.
El juicio comenzó con la selección del jurado en el condado de Fairfax, Virginia, el 11 de abril de 2022. Se ha mencionado que los actores Paul Bettany, James Franco y Ellen Barkin testificarían. Según una fuente cercana a su equipo legal, el CEO de Tesla y SpaceX y exnovio de Heard, Elon Musk, figuraba originalmente como un posible testigo; sin embargo, tomó la decisión de no declarar en el juicio.

### Declaraciones de apertura
El 12 de abril del 2022, los abogados Benjamin G. Chew y Camille Vasquez hicieron declaraciones de apertura en nombre de Depp. Acusaron a Heard de inventar acusaciones de violencia doméstica sobre Depp para avanzar en su carrera, y Chew también afirmó que Heard hizo las acusaciones porque Depp había pedido el divorcio. Argumentaron que si bien el artículo de opinión de Heard de 2018 no mencionaba a Depp, estaba claro por implicación que se refería a él. Chew argumentó que el escrito de Heard en ese artículo ("Hace dos años, me convertí en una figura pública que representaba el abuso doméstico") era una referencia a su solicitud de orden de restricción de mayo del 2016, en la que afirmaba que Depp había abusado físicamente de ella. Chew habló sobre la aparición de Heard en público con un hematoma en la cara el 27 de mayo de 2016, acusándola de fingir la lesión, citando que Depp no la había visto desde el 21 de mayo del 2016 y que los testigos no la vieron con la lesión inmediatamente después de ese día. Los abogados de Depp describieron a Heard como "la actuación de su vida" y una mentirosa, "obsesionada" con su imagen.
Los abogados de Heard, Elaine Bredehoft y J. Benjamin Rottenborn, afirmaron que Depp había abusado física y sexualmente de Heard en múltiples ocasiones durante su relación, generalmente provocada por su adicción al alcohol y las drogas. Acusaron a Depp de tratar de "humillar a Amber, perseguirla, arruinar su carrera" con la demanda de Virginia y convertir el caso en una "novela". Rottenborn argumentó además que la Primera Enmienda protegía el derecho de Heard a expresar sus puntos de vista en el artículo de opinión, que se centraba principalmente en una discusión amplia sobre la violencia doméstica y no mencionaba específicamente el nombre de Depp. Rottenborn también argumentó que no había cambiado la reputación de Depp ya que las acusaciones de abuso se habían hecho de conocimiento público dos años antes del artículo de opinión, y que Depp había arruinado su carrera en Hollywood con su consumo de alcohol y drogas; esto lo hizo "poco confiable" a los ojos de los estudios de cine.

### Testimonio de Depp

#### Semana 1

##### Christi Dembrowski
El primer testigo que testificó a favor de Depp fue su hermana y gerente personal, Christi Dembrowski, quien declaró que Depp había jurado nunca perpetrar violencia doméstica después de haber sido abusado de niño por su madre. Dembrowski testificó que su hermano tuvo que esconderse de su madre en el pasado y también tuvo que esconderse de Heard durante la relación, y que tenía que reservar una habitación de hotel adicional para Depp cada vez que Heard iniciaba peleas. Dembrowski negó que estuviera preocupada por el uso de alcohol y drogas por parte de Depp; durante el contrainterrogatorio, ella dijo que le había preocupado el uso de analgésicos recetados por él.

##### Isaac Baruch
El viejo amigo y vecino de Depp durante su matrimonio con Heard, el artista Isaac Baruch, testificó que Heard le dijo en mayo del 2016 que Depp le había arrojado un teléfono y la había golpeado, lo que lo llevó a "inspeccionar su rostro" y no vio lesiones. Durante el contrainterrogatorio, Baruch dijo que no observó maquillaje en el rostro de Heard que pudiera usarse para ocultar lesiones, pero testificó que no era un experto en la aplicación de maquillaje. Dijo que la familia de Depp había quedado "completamente destrozada" por las afirmaciones "fraudulentas" de abuso doméstico de Heard. También testificó haber visto imágenes de la cámara de seguridad de Heard con su hermana, Whitney, en las que se ve a Heard riéndose después de que Whitney lanzó un "puñetazo falso" en la cara de Heard; El abogado de Johnny argumentó que esta era una práctica de Heard para "fingir abuso por parte de Depp".

##### Brandon Patterson y Gina Deuters
El gerente general del edificio Eastern Columbia, Brandon Patterson, proporcionó una declaración grabada en video; esto confirmó la precisión de aproximadamente 80 cintas de video CCTV del edificio. Los abogados de Depp llamaron entonces a Gina Deuters, la esposa de su empleado, Stephen Deuters, para que testificara. Su testimonio fue interrumpido cuando la amiga de Heard, Eve Barlow, le mostró al abogado de Heard una publicación de Instagram escrita por Deuters, lo que llevó al juez a preguntarle a esta si había estado viendo el juicio. Deuters admitió haber visto videoclips y su testimonio fue borrado del registro. Los abogados de Depp señalaron más tarde que la publicación de Instagram era de enero de 2021 y acusaron al abogado de Heard de tergiversar información ante el tribunal. Posteriormente, el juez prohibió a Barlow asistir al juicio por violar su política de no usar teléfonos.

##### Kate James
Luego se le mostró al jurado una declaración pregrabada de la ex asistente personal de Heard, Kate James, quien describió a Heard como "beligerante y abusiva", diciendo que Heard le gritaba con frecuencia y le enviaba mensajes de texto abusivos e "incoherentes". Ella testificó que Heard usaba hongos psicodélicos, éxtasis y cocaína y era propensa a "episodios maníacos [...] similares a si alguien estuviera tomando algún tipo de droga anfetamina. Moviéndose rápido, sin tener mucho sentido. Hiperorganizado". Además, testificó que Heard había tratado mal a su propia hermana Whitney, con una "relación del tipo patear al perro". James negó que supiera a qué se refería Depp con un mensaje de texto que le envió después del divorcio, en el que le pedía a James que "venga por una mancha de color púrpura y arreglaremos su trasero flácido muy bien".

##### Laurel Anderson
Laurel Anderson, terapeuta de Depp y Heard en 2015, testificó que hubo "abuso mutuo" durante el matrimonio, y ambas partes en ocasiones iniciaron conflictos violentos. Ella describió que Heard tenía miedo al abandono, lo que la llevó a iniciar la violencia contra Depp, y agregó que intentó "reducir la escalada" de la violencia con más frecuencia que Heard. También testificó que tanto Depp como Heard habían sido golpeados por un padre cuando eran niños, caracterizando a Depp como "bien controlado" durante décadas y no violento con sus parejas anteriores, pero que estaba "provocado" cuando estaba con Heard. Anderson declaró que para Heard, era "un motivo de orgullo para ella, si se sentía irrespetada, iniciar una pelea" y que si Depp "iba a dejarla para reducir la intensidad de una pelea, ella lo golpearía para mantenerlo allí". Dijo que había visto moretones en Heard tanto en imágenes como en persona, y que Depp le había dicho que Heard "dio todo lo que recibió".

##### David Kipper
En una declaración pregrabada, el médico privado de Depp, David Kipper, testificó que le había diagnosticado TDAH, trastorno bipolar, depresión, insomnio, dependencia de sustancias y reflujo crónico. También declaró que intentó desintoxicar a Johnny de las adicciones al alcohol, los opiáceos, las benzodiazepinas y la cocaína hace varios años, con Depp "preocupado de que nunca se sentiría normal sin sus drogas". Durante el tratamiento, Depp intentó despedir a Kipper porque "no creía que pudiera hacerlo". Kipper negó haber presenciado violencia entre Depp y Heard. También testificó que cuando visitó la propiedad alquilada de Depp en Australia después del incidente en el que se cortó el dedo de Johnny, vio sangre y que la casa estaba desordenada: "Había cosas que se habían tirado". Acompañó a Depp al hospital después del incidente, donde dijo que retiraría su cuidado si este no cumplía con un plan de tratamiento de drogas, diciendo que Depp tenía que estar "estable" para las cirugías de su dedo. Kipper también testificó que algún tiempo después, Johnny le envió un mensaje de texto diciéndole que había comenzado a usar Xanax porque "le quita el nerviosismo"".

#### Semana 2

##### Debbie Lloyd
Debbie Lloyd, quien trabajó con Kipper como enfermera, testificó que la relación era "tóxica" y que Heard instigaba discusiones con Depp. Ella dijo que asistió a la casa alquilada de Depp en Australia en 2015 después de su lesión en el dedo, describiendo la propiedad como desordenada, con escrituras en las paredes y un televisor destruido; también describió la búsqueda de la punta del dedo amputado de Depp en la propiedad.

##### Keenan Wyatt
Keenan Wyatt, técnico de audio en el set de Depp desde la década del 90', testificó que nunca había visto a Depp abusar. Estaba a bordo de un vuelo de avión privado durante el cual Heard alega que Depp fue abusivo con ella y negó haber visto a Depp gritarle a Heard o desmayarse en el baño del avión. En cambio, dijo que Heard le había estado dando a Depp "la frialdad" en el viaje, y que ella le gritó a Wyatt después de que él intentó hablar con ella.

##### Sean Bett
El guardia de seguridad de Depp, Sean Bett, testificó que nunca había visto a Depp o a Heard ser violentos el uno con el otro, pero que su relación finalmente se convirtió en "discusiones y disputas constantes". Bett también presentó a la corte fotografías que había tomado en marzo y diciembre del 2015 de las lesiones de Depp.

##### Testimonio de Johnny Depp
En su testimonio, Depp dijo que "nunca había golpeado" a Heard ni a ninguna otra mujer, y que la había demandado para limpiar su nombre y reparar el daño que sus acusaciones le causaron a su carrera. Describió su infancia con una madre abusiva y dijo que usaba drogas como automedicación para hacer frente a su trauma infantil. Negó haber sido adicto a cualquier otra sustancia que no fuera la oxicodona y afirmó que Heard había "embellecido enormemente" el alcance de su "abuso de sustancias entre comillas". Depp testificó que Heard a menudo lo insultaba verbalmente y que a medida que estos incidentes "continuaban escalando, fui directamente a lo que había aprendido de joven, que era alejarme de la situación para que no pudiera continuar porque no hay mucho tus oídos pueden oír y nunca olvidar".
Depp también testificó que Heard a veces había sido físicamente abusivo, y testificó sobre los incidentes específicos en los que Heard había alegado que había sido violento. Negó haberse vuelto violento por un comentario que Heard hizo sobre uno de sus tatuajes en 2013, y afirmó que Heard retuvo su medicación para ayudar a tratar los síntomas de abstinencia de su adicción a los analgésicos recetados mientras se desintoxicaba en las Bahamas en el 2014. Testificó que, durante el incidente en un vuelo de avión privado en 2014, Heard había tratado de iniciar una pelea, pero que se encerró en un baño para evitarla y finalmente se quedó dormido allí después de tomar dos analgésicos. Luego, se reprodujeron grabaciones de audio para el jurado. En una grabación, Heard le dice a Depp: "No te di un puñetazo. [...] No te golpeé. Te estaba golpeando. [...] Eres un jodido bebé. [...] Crece, joder, Johnny. Empecé una pelea física". En otro, Depp acusa a Heard de arrojarle ollas y sartenes, lo que ella admite, mientras que en otro, Depp acusa a Heard de patearle la cara con la puerta del baño, a lo que Heard dice que no puede recordar ya que estaba bajo los efectos del Zolpidem en ese momento.
Depp testificó que la discusión en Australia en marzo del 2015 se originó después de que Heard tuviera una conversación con el abogado de Depp sobre la firma de un acuerdo postnupcial. Dijo que una vez más se encerró en un baño mientras Heard estaba "golpeando las puertas, gritando obscenidades y queriendo tener un altercado físico". Dijo que el incidente lo dejó angustiado y recayó bebiendo vodka cuando salió del baño. Cuando Heard lo descubrió consumiendo alcohol, dice que ella le arrojó dos botellas de vodka y le cortó un dedo de la mano derecha. Dijo que esto le había causado un "ataque de pánico". Después de esconderse en un armario durante algún tiempo, comenzó a escribir en las paredes con su propia sangre sobre "pequeños recordatorios de nuestro pasado que esencialmente representaban mentiras que ella me había dicho, mentiras en las que la había atrapado". Dijo que mintió a los profesionales de la salud australianos sobre la causa de la lesión porque "no quería meterla en problemas". En diciembre del 2015, afirmó que accidentalmente le había dado un cabezazo a Heard mientras intentaba evitar que ella lo atacara y que Heard había tratado de fingir que le había roto la nariz con esmalte de uñas. Además, acusó a Heard de golpearlo en la cara durante una discusión en su fiesta de cumpleaños en abril de 2016, y de dejar heces humanas en su lado de la cama poco después.

##### Contrainterrogatorio
Durante el contrainterrogatorio, el equipo legal de Heard reprodujo grabaciones de Depp. En una grabación, Depp le dice a Heard: "Alejarse es necesario [...] especialmente entre tú y yo. Es de suma importancia. El siguiente paso, si no me alejo [...] será ser un baño de sangre, como lo fue en la isla". En algunas de las grabaciones de audio, Depp gritó insultos y vulgaridades a Heard. En otra grabación, Heard dice que ella terminó su relación "después de que me sacaras a golpes", y más tarde en la misma conversación, Depp dice que "cometió un gran error", pero no estaba claro cuál fue el error de Depp, informó Variety. Con respecto a una grabación en la que Heard le dice a Depp que "apague sus cigarrillos con otra persona", Depp testificó su creencia de que Heard "exageró enormemente". En una grabación diferente, Heard le dice a Depp: "Quiero un sofá. Por cierto, acabas de arrojarme un jodido cigarrillo". Depp testifica que el incidente fue sobre Heard "ordenándome en el sofá", negó haberle apagado un cigarrillo, pero reconoció que pudo haber arrojado ceniza de cigarrillo a Heard. En una grabación de julio del 2016, después de que la pareja solicitó el divorcio y después de que Heard solicitó una orden de restricción temporal, Depp le pregunta a Heard: "¿Dónde quieres la cicatriz?". (donde debería cortarse), mientras que Heard responde pidiéndole repetidamente a Depp que no Depp testificó que "no estaba amenazando con lastimarme", pero que estaba "roto" y "no podía soportarlo", y que le había pedido a Heard que "derramara mi sangre porque eso fue lo único que ella hizo".
Durante el contrainterrogatorio, también se le preguntó a Depp sobre los mensajes de texto que envió. En mensajes de texto al actor Paul Bettany, Depp hizo un llamado para "ahogar" y "quemar a Amber", y luego dijo: "Después me follaré su cadáver quemado para asegurarme de que esté muerta". Bettany respondió: "Todo lo que pienso. Asegurémonos antes de declararla bruja". Depp testificó que estos mensajes eran una referencia a un sketch de Monty Python sobre brujas quemadas y ahogadas, calificándolo de "humor irreverente y abstracto". Con respecto a un mensaje de texto en el que Depp declaró que "había jodido y llegado demasiado lejos en nuestra lucha". En otro mensaje sobre un vuelo de mayo del 2014, Depp afirma que tomó "polvos", "pastillas" y varios tipos de alcohol, incluidos "mil vodkas Red Bull", convirtiéndose en "un aggro enojado en un maldito apagón, gritando obscenidades e insultando a cualquier cabrón que se acercara", a lo que Depp testificó que estaba exagerando. En mensajes de texto a varias personas, Depp se refirió al "monstruo"; Depp dio varias explicaciones al término, como alcohol y drogas. Heard lo vio como una referencia a su uso de drogas.
A Depp también se le mostraron varios artículos negativos sobre él desde el 2014 hasta el 2018, que según los abogados de Heard demuestran que la reputación de Depp había sido dañada antes del artículo de opinión de Heard de 2018. Llamó a los artículos "piezas de éxito" y negó saber que el Daily Mail había informado que había sido despedido de la franquicia Piratas del Caribe en octubre del 2018, más de un mes antes de que se publicara el artículo de opinión de Heard.

#### Semana 3

##### Ben King
Después de que Depp terminara su testimonio y su contrainterrogatorio, Ben King, el exgerente de su casa, subió al estrado y testificó sobre las consecuencias de un incidente en la casa alquilada por la pareja en Australia en marzo de 2015. Describió los daños a la casa en detalle y dijo que Heard estaba llorando "descontroladamente". También describió la búsqueda de la punta del dedo amputado de Depp. En un vuelo de regreso a Los Ángeles con Heard, notó largas marcas en sus antebrazos. Dijo que Heard le había preguntado si "alguna vez había estado tan enojado con alguien que lo perdió con ellos".

##### Tara Roberts
Tara Roberts, quien había manejado la isla privada de Depp en las Bahamas al momento de la relación, testificó a continuación diciendo que nunca vio a Heard con ningún tipo de moretones, pero dijo que una vez había visto a Depp con una "marca en su nariz" y había sido testigo de que Heard lo llamaba "actor fracasado que iba a morir como un anciano gordo y solitario" durante una disputa. Cuando fue interrogada, Roberts describió la alta tolerancia de Depp al alcohol y afirmó que, en un incidente, Depp se cayó de su hamaca y lo encontraron acostado boca abajo en la arena. Roberts testificó que poco después de este incidente, había arreglado que los dos hijos de Depp y Heard abandonaran la isla.

##### Melissa Sáenz, Tyler Hadden y William Gatlin
El testimonio pregrabado de los oficiales Melissa Saenz y Tyler Hadden del Departamento de Policía de Los Ángeles, que habían respondido a un incidente de mayo del 2016 entre la pareja, se mostró luego ante el tribunal. Ambos oficiales declararon que no vieron signos visibles de lesiones en Heard, diciendo que se veía "roja de emoción" y que "no cooperaba". Abandonaron el local tras determinar que no se había cometido ningún delito. Un tercer oficial, William Gatlin, testificó que había visitado el penthouse más tarde esa misma noche, pero tampoco vio ningún signo de lesión en Heard, y se fue dos minutos después.

##### Shannon Curry
Shannon Curry, una psicóloga forense contratada por el equipo de Depp, proporcionó pruebas contra la afirmación de Heard de que tenía un trastorno de estrés postraumático (TEPT) derivado de la relación. Curry testificó que pasó 12 horas con Heard, comió panecillos y realizó múltiples pruebas de salud mental. También examinó los registros médicos de Heard, "todos los documentos del caso", así como audio, fotos y videos. Curry testificó que Heard estaba "exagerando enormemente los síntomas del TEPT cuando se le preguntó sobre ellos", ya que Heard le dijo a Curry que tenía 19 de los 20 "síntomas centrales" del TEPT, que Curry afirmó que "no era típico de alguien con incluso la forma más incapacitante de TEPT". Después de entrevistar más a Heard, Curry descubrió que Heard solo tenía tres de los 20 "síntomas centrales del TEPT" y concluyó que Heard no tenía este trastorno.
En cambio, Curry diagnosticó a Heard con trastorno límite de la personalidad (TLP) y trastorno histriónico de la personalidad (THP), basándose en particular en sus resultados del Inventario de personalidad multifásico de Minnesota Volumen 2. También testificó que el trastorno límite de la personalidad de Heard se manifestaba en una "inestabilidad" que es "impulsada por este terror subyacente al abandono". Curry testificó que las personas con trastorno límite de la personalidad "harán intentos desesperados por prevenir el abandono" y que el trastorno "parece ser un factor predictivo para las mujeres que ejercen violencia contra su pareja". Además, dijo que el trastorno histriónico de la personalidad tiene correlaciones con el "drama y la superficialidad".
Durante el contrainterrogatorio, el abogado de Heard argumentó que, aunque Curry no se reunió con Heard hasta diciembre de 2021, los abogados de Depp ya habían declarado en sus documentos judiciales de febrero de 2021 que Curry diagnosticaría a Heard con trastorno límite de la personalidad y testificaría sobre ella haciendo falsas acusaciones de abuso. Curry negó que esta fuera su opinión en ese momento y dijo que basó su diagnóstico en la evidencia. Declaró que no llegó a la conclusión de que el comportamiento de Heard "sugiere que sus acusaciones de abuso contra el Sr. Depp son falsas", y que, aunque no diagnosticó a Heard con trastorno de estrés postraumático, Heard aún podría haber sido "dañada psicológicamente" por el presunto abuso. Por separado, Curry declaró que era raro que los hombres culpables de abuso acusaran a sus parejas femeninas de abuso. Curry fue interrogada por los abogados de Heard sobre un posible sesgo, con respecto a que Curry cenó en la casa de Depp con Depp y su ex abogado Adam Waldman antes de que ella fuera contratada. En respuesta, Curry dijo: "Eso no es del todo correcto, su equipo legal me entrevistó en la casa del Sr. Depp. Se sirvió la cena". También declaró que no había realizado ninguna evaluación sobre la salud mental de Depp.

##### Christian Carino y Alejandro Romero
El agente de talentos Christian Carino, que anteriormente había sido amigo y agente de Depp y Heard, testificó que creía que las acusaciones de Heard fueron un factor decisivo para que Disney sacara a Depp de la franquicia Piratas del Caribe. Una declaración pregrabada de Alejandro Romero, quien trabajaba como portero en el edificio en el que Depp y Heard vivían juntos, se mostró en la corte. Afirmó que no había visto ninguna lesión en el rostro de Heard ni maquillaje que lo cubriera. También mencionó su desaprobación de estar involucrado en el caso.

##### Terrence Dougherty
En una grabación de video de diciembre de 2021, Terrence Dougherty, director de operaciones de la Unión Estadounidense por las Libertades Civiles (ACLU), testificó que esta estuvo involucrada en "concebir, redactar y publicar" el artículo de opinión del Washington Post del 2018 que se le acreditó a Heard, y que el objetivo era "aprovechar la tremenda campaña de Aquaman" (2018), que protagonizó Heard. Dougherty también afirmó que el artículo había sido editado varias veces por el equipo legal de Heard y la ACLU, y que se refería a Depp. Dijo que Heard se había comprometido a donar 3,5 millones de dólares (la mitad de su acuerdo de divorcio de Depp), a la ACLU durante un período de diez años. Dougherty testificó que la ACLU había recibido hasta ahora un total de 1.3 millones de dólares entre el 2016 y el 2018, de los cuales $350.000 fueron directamente de Heard, $500,000 de un fondo asesorado por donantes que se cree que es de Elon Musk (con quien Heard estaba saliendo en ese momento), 350.000 de otro fondo asesorado por donantes y 100.000 directamente de Depp como parte del acuerdo. Desde diciembre del 2018, la ACLU no ha recibido más cuotas y en 2019 se enteró de que Heard "tenía problemas financieros y no podía cumplir con el resto de la promesa".

##### Edward White
El contador de Depp, Edward White, testificó que Heard había pedido inicialmente 4 millones de dólares en el divorcio, pero luego aumentó la cantidad. También testificó que la factura de vino de Depp se había reducido de 160.000 dólares anuales "a prácticamente cero" después del divorcio.

##### Malcolm Connelly
Malcolm Connelly, un guardia de seguridad de Depp, testificó que Heard "quería usar los pantalones en la relación" y que la había visto arrojarle objetos a Depp. Alegó haber visto rasguños y moretones en Depp, pero nunca en Heard. Testificó que cuando llegó a la casa alquilada por la pareja en Australia después de que Depp se lastimara el dedo, había visto a Heard gritarle a Depp, acusándolo de ser un cobarde. Durante el contrainterrogatorio, con respecto a los obsequios que había intercambiado con Depp, Connelly dijo que los obsequios de Depp para él valían "mucho más" que 8,500 dólares. Connelly declaró además que era leal a Depp, citando su lealtad a los empleadores. Cuando se reprodujo una grabación de Depp gritando "hazme sentir enfermo" en el incidente en Australia, Connelly afirmó que Depp estaba enojado en ese momento. Connelly también testificó que había visto a Depp fumar marihuana y sospechaba que consumía cocaína.

##### Starling Jenkins III
Starling Jenkins III, otro guardia de seguridad de Depp, testificó que Heard le había dicho que las heces que quedaron en su cama y la de Depp en abril del 2016 fueron una "horrible broma pesada que salió mal". También afirmó haber visto a Heard vomitar por el alcohol y los hongos psicodélicos en Coachella, y negó que pudiera haberla confundido con su hermana, que estaba embarazada y enferma en ese momento.

#### Semana 4

##### Travis McGivern
Travis McGivern, el guardaespaldas de Depp, testificó que había visto a Heard insultar verbalmente a Depp y estuvo presente durante un incidente entre la pareja en marzo del 2015 en el que Heard alega que Depp abusó de ella. McGivern contradijo las afirmaciones de Heard, afirmando que Depp no la atacó físicamente, aunque dijo que Heard y Depp intercambiaron "hostilidad verbal". En cambio, McGivern testificó que vio a Heard arrojar una lata de Red Bull y una bolsa a Depp, y escupió y golpeó a Depp en la cara, lo que provocó que su rostro se pusiera rojo e hinchado. También testificó haber visto a Depp tirar percheros con la ropa de Heard por unas escaleras durante el incidente. McGivern negó que Heard hubiera golpeado a Depp para proteger a su hermana, Whitney. Por separado, McGivern testificó que Depp tenía una alta tolerancia al alcohol y las sustancias, y se volvía "frío" cuando estaba drogado.

##### Jack Whigham
El tribunal también escuchó testimonios de varias personas sobre la carrera de Depp. Jack Whigham, agente de Depp desde octubre del 2016, testificó que el artículo de opinión de Heard en el Washington Post, como "relato en primera persona de la víctima", fue "catastrófico" para la carrera de Depp. Whigham testificó que después de que Heard acusó públicamente a Depp de violencia doméstica en el 2016, Depp todavía podía aparecer en películas como City of Lies, Murder on the Orient Express y Animales Fantásticos: los crímenes de Grindelwald, todos los cuales fueron filmados en 2017, lo que le dio a Depp más de 30 millones de dólares en virtud de contratos que se habían hecho antes de que las acusaciones se hicieran públicas. Afirmó que después del artículo de opinión del 2018, Depp sufrió un recorte salarial por la película Minamata y perdió otros 22.5 millones potenciales que habría recibido por actuar en otra película de Piratas del Caribe, según un acuerdo verbal con Disney. Durante el contrainterrogatorio, Whigham testificó que el ejecutivo de Disney, Sean Bailey, no se había comprometido a contratar a Depp para más películas de la franquicia, aunque el productor Jerry Bruckheimer había estado muy interesado en la perspectiva.

##### Richard Marks
Richard Marks, un abogado de entretenimiento, testificó que el artículo de opinión de Heard fue "devastador" para la carrera de Depp, ya que era "el tipo de reclamo Me Too que ha cancelado una lista de actores". Marks dijo que el artículo de opinión, al alegar abuso físico, era "algo diferente" de los artículos que discutían el consumo de drogas y alcohol de Depp, que según él era un comportamiento que Hollywood podía tolerar. Durante el contrainterrogatorio, Marks admitió que varias publicaciones habían escrito artículos criticando a Depp. También afirmó que Disney había enviado todos sus documentos derivados de su relación comercial con Depp, y que estos documentos no mencionaban el artículo de opinión de Heard.

##### Douglas Bania
Douglas Bania, un experto en propiedad intelectual, brindó testimonio sobre la reputación de Depp, utilizando gráficos que mostraban su análisis del puntaje Q de Depp, que se usa para medir la simpatía de las celebridades, y los resultados de búsqueda de Google de su nombre. Bania declaró que desde las acusaciones de Heard en 2016, los resultados de búsqueda de Depp se habían vuelto mucho más negativos y su puntaje Q había disminuido. Testificó que su análisis no intentó diferenciar el impacto en la reputación de Depp de su demanda del 2018 contra The Sun y el artículo de opinión de Heard.

##### Michael Spindler
Michael Spindler, un experto en daños económicos, testificó que en los dos años posteriores a la publicación del artículo de opinión de Heard, Depp "sufrió una pérdida de ganancias de aproximadamente 40 millones de dólares" debido a que Disney se negó a incluirlo en Pirates 6 y por oportunidades perdidas en proyectos no relacionados con la industria de películas de franquicia. Durante el contrainterrogatorio, Spindler declaró que no podía determinar si estas pérdidas se debieron al artículo de opinión.

##### Erin Falati
Erin Falati, la enfermera de Heard durante la relación, testificó en una declaración en video pregrabada que Heard a veces había informado sobre sus problemas de celos e inseguridad, y que sus "habilidades de afrontamiento anteriores" incluían "ira compulsiva y gritos". Heard también le había informado que tenía adicción al alcohol y a la cocaína, aunque se había abstenido de esta última durante "un par de años". Heard le informó además de un "historial de ansiedad, trastorno alimentario, trastorno por déficit de atención, trastorno bipolar, problemas de codependencia e insomnio ocasional". Falati testificó que había "una sensación general de discordia en la relación... desacuerdos, reconciliación y ese tipo de patrón repetitivo". En diciembre del 2015, había visto a Heard con un labio partido, pero por lo demás no había observado ninguna lesión.
Depp y sus abogados terminaron su caso más tarde el 3 de mayo del 2022, después de 13 días de testimonio.

### Testimonio de testigos para Heard

#### Semana 4

##### Dawn Hughes
El primer testigo de la defensa fue la psicóloga forense certificada por la junta Dawn Hughes, que había sido contratada por el equipo legal de Heard. Hughes, experta en estrés traumático, violencia y abuso, comenzó su testimonio describiendo los patrones típicos en las relaciones abusivas y cómo las víctimas de abuso generalmente intentan mantener una "apariencia de normalidad". Afirmó que no era inusual que las mujeres que sufrían abusos actuaran violentamente en defensa propia. Hughes evaluó a Heard durante un total de 29 horas entre el 2019 y el 2021, le realizó pruebas psicológicas, entrevistó a los terapeutas de Heard, entrevistó a su madre, revisó todos los registros de casos y revisó sus registros médicos. Heard le informó varios "incidentes de violencia sexual" y "comportamientos físicamente violentos" por parte de Depp.
Hughes testificó que "el informe de Heard sobre violencia de pareja íntima y los registros que [Hughes] revisó son consistentes con lo que sabemos en el campo sobre la violencia de pareja íntima, caracterizada por violencia física, agresión psicológica, violencia sexual, control coercitivo y conductas de vigilancia". Hughes diagnosticó a Heard con trastorno de estrés postraumático causado por el presunto abuso de Depp. Hughes criticó la metodología utilizada por el testigo demandante Shannon Curry y dijo que Heard no tenía trastorno límite de la personalidad o trastorno histriónico de la personalidad como había afirmado Curry. Hughes también declaró que ninguno de los terapeutas anteriores de Heard le había diagnosticado un trastorno de personalidad, que Heard les había dicho al mismo tiempo que había sido abusada y que dos de ellos habían temido por el bienestar de Heard.
Durante el contrainterrogatorio, Hughes estuvo de acuerdo con el equipo legal de Depp en que ella "no emitió un juicio sobre si Depp participó en violencia de pareja íntima", sino que "se formó la opinión de que los informes de Heard son consistentes con lo que sabemos sobre la violencia de pareja íntima". Cuando el equipo legal de Depp notó que Hughes nunca había hablado con Depp, Hughes defendió sus conclusiones sobre la relación y dijo que las había alcanzado analizando testimonios, transcripciones y mensajes. Hughes también afirmó que Heard le dijo que Depp la había obligado a practicar sexo oral, pero testificó durante el contrainterrogatorio que Heard había descrito inicialmente esto como "sexo enojado" consensuado sin alegar ninguna "fuerza física". Hughes también testificó que Heard admitió haber golpeado a Depp "varias veces, en varios casos", además de empujarlo e insultarlo. Argumentó que esto no era comparable con el abuso que Heard afirmó haber sufrido por parte de Depp, y que establecer una imagen completa de la dinámica de la relación es clave para evaluar el abuso doméstico, afirmando: "Tenemos que examinar el diferencial de poder y control, y control coercitivo, en la relación para tomar una determinación completa".

##### Testimonio de Amber Heard
Siguiendo a Hughes, Heard comenzó su testimonio. Ella testificó que el abuso comenzó en 2012 con insultos y un comportamiento controlador por parte de Depp, y se convirtió en violencia por primera vez en el 2013, cuando alega que Depp la golpeó varias veces mientras se reía de uno de sus tatuajes. Heard testificó que Depp estaba profundamente celoso, no quería que ella trabajara y que su relación se convirtió en "una pelea sin fin". Tambiéndijo que Depp era especialmente propenso a la ira cuando estaba bajo la influencia del alcohol o las drogas, a menudo desapareciendo después de una pelea. Heard testificó que cuando estuviera sobrio, Depp "volvería a ser este hombre increíble, cálido, generoso y amable que amaba" y que ella permaneció en la relación porque quería creer que Depp podría permanecer sobrio. Durante su testimonio, al jurado se le mostraron varias imágenes de Heard con cortes y moretones que supuestamente fueron el resultado del abuso de Depp y que ella testificó que ocultó con maquillaje.
Heard testificó que durante un viaje de fin de semana en el 2013, Depp la agredió sexualmente durante una pelea que comenzó cuando percibió que otra mujer se le estaba insinuando. Heard acusó a Depp de rasgar su vestido y ropa interior antes de penetrar digitalmente su vagina, afirmando que "no sabía qué hacer. [...] Me quedé allí". En un incidente en un vuelo de avión privado en 2014, Heard alegó que Depp la acusó de tener una aventura con su coprotagonista James Franco y luego la pateó en la espalda y la hizo caer al suelo. Heard testificó que aunque el incidente fue presenciado por otras personas a bordo, nadie intervino, y Depp pronto se encerró en el baño del avión y se desmayó. Al jurado se le mostró un mensaje de texto en el que Depp afirma que "nunca lo volverá a hacer" y culpó a su "enfermedad", así como una grabación de Depp aullando durante el vuelo. Heard también afirmó que Depp la estrelló contra una pared y amenazó con matarla después de que ella intentara consolar a su hija, quien estaba angustiada por su bebida durante una visita a su yate. En otro incidente, describió a Depp colgando a su perro por la ventana de un automóvil en movimiento. Además, testificó que después de que la pareja asistiera a la Met Gala, Depp "me empujó hacia el sofá y en algún momento me golpeó en la cara. Sospeché que tenía la nariz rota. Recuerdo que estaba hinchada, descolorida y roja". Cuando acompañó a Depp a su isla privada, donde se sometería a una desintoxicación, testificó que "me abofeteó". Heard testificó que comenzó a asistir a Al‑Anon en 2014.
Heard testificó que cuando se casaron a principios del 2015, le había pedido a su abogado que redactara un acuerdo prenupcial, pero que Depp había declarado que "la única salida de esto es la muerte" y había despedido al abogado. Heard testificó además que en marzo del 2015, Depp la agredió sexualmente mientras estaban en Australia, donde estaba filmando la quinta entrega de Piratas del Caribe. Según Heard, la pelea comenzó cuando Depp, que había ingerido diez tabletas de MDMA , la acusó de tener aventuras con sus compañeros de reparto. Heard testificó que Depp le arrojó botellas y la golpeó varias veces, antes de agarrarla por el cuello y violarla con una botella de licor de vidrio "una y otra vez" mientras gritaba "Te odio, arruinaste mi puta vida". Heard describió tener miedo de moverse porque temía que la botella dentro de ella se rompiera, para luego perder el conocimiento. También describió que se cortó los brazos y los pies con los vidrios rotos en el suelo y que Depp había amenazado con cortarle la cara con un trozo de vidrio, mientras lo sostenía contra su rostro. Ella negó haber lastimado el dedo de Depp, afirmando que había tomado un sedante y se había ido a dormir antes de que sucediera. Al tribunal se le mostraron fotografías de los daños a la casa.
Al testificar sobre un incidente posterior de marzo del 2015, Heard contradijo la declaración de Travis McGivern de que le había arrojado una lata de Red Bull a Depp, y en cambio afirmó que Depp le había arrojado la lata a su hermana Whitney, quien estaba tratando de intervenir. Heard testificó que había golpeado a Depp después de que él hubiera intentado golpear a su hermana. También testificó sobre un incidente en diciembre del 2015, alegando que Depp la estaba "golpeando" y "golpeando la parte posterior de mi cabeza con el puño" mientras gritaba que la odiaba. Heard dijo que "se quedó muy quieta", pensando que Depp "la iba a matar ahora y él ni siquiera se habría dado cuenta". También acusó a Depp de agredirla sexualmente esa Navidad.

#### Semana 5

##### Amber Heard
Después de un descanso de una semana, Heard completó su testimonio, que incluyó varias fotografías y grabaciones de audio. Ella dijo que durante su luna de miel a bordo del Orient Express en 2015, Depp la golpeó y la estranguló. En otro caso, Heard testificó que Depp la golpeó y la arrojó contra los muebles después de enterarse de que le habían ofrecido un papel con James Franco. También afirmó que Depp a veces se autolesionaba: "En las peleas, a menudo se cortaba los brazos o se ponía un cuchillo en el pecho o se sacaba sangre, superficialmente al principio [...] También se apagaba los cigarrillos".
Según el testimonio de Heard, a principios del 2016, el abuso de sustancias de Depp se había intensificado y comenzó a experimentar alucinaciones de personas que no estaban allí y acusaban a Heard de decir cosas que ella no había dicho. Ella testificó que la violencia era "ahora normal y no la excepción" y temía que si no se iba, "no sobreviviría. [...] Creo que él se habría llevado demasiado lejos y no estaría aquí". Ella testificó que en su cumpleaños en abril del 2016, ella y Depp tuvieron una pelea en la que se empujaron antes de que Depp arrojara una botella de champán sobre una pintura, "me empujó al suelo" y "me agarró por el área púbica" antes de irse. Ella negó tener algo que ver con las heces en la cama de Depp a la mañana siguiente, y en cambio afirmó que fue causada por su perro que tenía problemas de control intestinal. Afirmó que Depp estaba obsesionado con la idea de que ella era la culpable, y que eso era lo que habían estado discutiendo en mayo del 2016, cuando ella alega que ocurrió el último incidente violento. También testificó que Depp la golpeó, le arrojó el teléfono a la cara y la agarró del cabello antes de que intervinieran su amiga Raquel Pennington y el equipo de seguridad de Depp. Heard explicó que no cooperó con los policías que fueron llamados porque quería proteger a Depp y no quería que el abuso se hiciera público. Se mostraron fotos a los miembros del jurado, que parecían mostrar marcas rojas e hinchazón en el rostro de Heard; al jurado también se le mostró un mensaje de texto de Depp donde parecía disculparse por el incidente.
Heard testificó que solicitó una orden de restricción temporal porque quería cambiar las cerraduras de su casa para que Depp no pudiera acceder a ella. Explicó en detalle cómo usaría maquillaje y hielo en sus moretones y otras lesiones para ocultarlos; también afirmó que siempre usa maquillaje cuando está en público. Heard dijo que no quería el dinero de Depp en el divorcio; en una redirección posterior, testificó que Depp había ganado 65 millones de dólares en 2015 y que ella habría tenido derecho a la mitad según la ley de California si lo hubiera querido. Dijo que se había comprometido a donar el acuerdo de divorcio de 7 millones en cuotas, pero que tuvo que dejar de pagarlas en el 2019 debido a que Depp la demandó, afirmando que tuvo que gastar más de 6 millones en honorarios legales.
Heard testificó que desde que las denuncias de abuso se hicieron públicas, perdió papeles y tuvo que luchar para quedarse en Aquaman. Ella negó que el artículo de opinión fuera sobre Depp, sino sobre sus experiencias después de solicitar el divorcio. Heard testificó además que después de que el abogado de Depp, Adam Waldman, afirmara que Heard fue quien abusó de Depp en 2020, se detuvo su contrato con L'Oréal y se canceló su trabajo promocional para The Stand. También afirmó que sus escenas en Aquaman 2, que se estrenará en el 2023, se han reducido significativamente y que solo ha trabajado en otra película desde las acusaciones de Waldman.

##### Contrainterrogatorio
Durante el contrainterrogatorio, el abogado de Depp le preguntó a Heard sobre la falta de lesiones visibles en muchas de las fotografías que se le tomaron durante el tiempo en que ella alegó que había sido abusada. Heard dijo que esto se debía a que se había maquillado y usado hielo para reducir la hinchazón. Dijo que no había buscado atención médica después de su presunta violación en marzo del 2015 porque no quería decírselo a nadie. Heard afirmó además que no buscó atención médica después de muchos de los casos porque estaba avergonzada, pero afirmó que había hablado con su terapeuta.
Cuando se le preguntó por qué aún no había completado su donación a pesar de afirmarlo públicamente y tener el dinero meses antes de ser demandada por Depp, Heard sostuvo que tiene la intención de hacerlo después de que ya no sea demandada, y que usó "donar" y "prometer" como sinónimos. El abogado de Depp argumentó que Heard no le tenía miedo a Depp por las cosas que le dijo en audio y en notas de amor; Heard respondió que "Este es un hombre que intentó matarme [...] Por supuesto que da miedo. También es mi esposo". Al jurado también se le mostró un cuchillo que Heard le había regalado a Depp en el 2012 como supuesta evidencia de que ella no le tenía miedo. Heard testificó que le había dado el cuchillo durante "los mejores momentos" de su relación cuando Depp estaba sobrio y que, por lo tanto, no había tenido miedo. Ella negó haber agredido a Depp, pero testificó que a veces tuvo que defenderse físicamente. También afirmó que tanto ella como Depp se insultaban verbalmente. El abogado de Depp alegó que Heard había alterado las fotografías de sus heridas del incidente de mayo del 2016 cambiando el contraste; Heard negó esto, diciendo que el cambio de luz entre dos de ellos tenía que ver con que la luz de la habitación a la que fueron llevados se encendió para mostrar mejor su rostro.

##### iO Tillett Wright
iO Tillett Wright, que había sido amigo de Heard y que vivía en uno de los penthouses de Depp en el edificio Eastern Columbia, testificó en una declaración en video que nunca había visto a Depp abusar de Heard, pero que Heard se lo había contado. Wright dijo que Depp había hablado con él sobre su abuso de sustancias y que los celos lo habían llevado a beber y experimentar ira en sus relaciones anteriores. Wright también testificó que Depp podía desdeñar a Heard cuando estaba borracho o drogado, y que Depp le había dicho a Wright después de casarse con Heard que "puedo golpearla en la cara y nadie puede hacer nada al respecto". Wright dijo que ya no era amigo de Depp después del 2015. Testificó sobre el incidente de mayo del 2016 y dijo que había estado hablando por teléfono con Heard cuando escuchó un golpe y Heard gritó, y Depp dijo: "¿Crees que te golpeé? ¿Crees que te golpeé? ¿Y si te tiro el puto pelo hacia atrás?". Wright dijo que colgó y llamó a la vecina de Heard, Raquel Pennington, y luego al 911.

##### Raquel Pennington
Raquel Pennington, que había sido amiga de Heard y que vivía en uno de los penthouses de Depp en el edificio Eastern Columbia, testificó en una declaración en video que vio heridas en Heard en múltiples ocasiones y que Heard tuvo que usar maquillaje para cubrirlas. Pennington testificó que había visto los cortes en los pies de Heard luego de su violación en Australia, y que había tomado imágenes de las lesiones en la cara y el cuero cabelludo de Heard después del incidente en diciembre de 2015. Dijo que en mayo de 2016, cuando Heard alega que Depp la agredió por última vez, ella intervino en su pelea. También testificó que había oído gritos fuera del apartamento y, al entrar, vio a Depp gritándole a Heard, quien le pidió ayuda a Pennington. Pennington testificó que ella se interpuso entre ellos y protegió a Heard con su cuerpo, mientras que Depp siguió gritándole y luego destruyó algunos artículos en el apartamento antes de que llegara su seguridad. Pennington testificó que las imágenes tomadas de Heard esa noche describían con precisión cómo se veía entonces y no habían sido alteradas. Dijo que había estado preocupada por la seguridad física de Heard y que Depp podría lastimarla sin querer más de lo previsto.

##### Joshua Drew
Joshua Drew, quien era el prometido de Pennington en ese momento, testificó en una declaración en video que, después del incidente de mayo del 2016, Depp estrelló una botella contra la puerta de su apartamento e irrumpió, acercándose a Drew de una manera "agresiva", "gritando, maldiciendo, escupiendo en mi cara". Drew describió a Heard como "catatónica" y que no quería denunciar el incidente, pidiéndole a Drew que hablara con la policía.

##### Elizabeth Marz
Elizabeth Marz, una conocida de Heard, que estaba visitando Pennington en el momento del incidente de mayo del 2016, testificó en una declaración en video que Depp irrumpió en el penthouse de Pennington mientras gritaba. Dijo que Depp parecía ebrio y asustado. También afirmó que Heard estaba "visiblemente muy molesta" y que su rostro parecía haber sido golpeado.

##### Whitney Henríquez
Whitney Henríquez, la hermana menor de Heard, que testificó en persona, declaró que había presenciado un altercado físico entre Depp y Heard en marzo del 2015, después del cual se le pidió que firmara un acuerdo de confidencialidad. Ella testificó que la pareja había comenzado a gritarse "cosas horribles" después de que Depp admitiera haber tenido una aventura, y que Depp le arrojó una lata de Red Bull a Debbie Lloyd, su enfermera personal. Henríquez dijo que Depp la golpeó en la espalda, lo que provocó que Heard lo golpeara a él, y que Depp luego agarró a Heard por el cabello y comenzó a golpearla repetidamente antes de que interviniera su seguridad. Henríquez testificó que Depp también destruyó artículos pertenecientes a Heard en el penthouse contiguo. Por otra parte, testificó que Depp una vez sacó su Yorkshire terrier y el de Heard por la ventana de un automóvil en movimiento y amenazó con calentar al perro en el microondas; en otro incidente, le había arrojado un cuchillo para carne a su asistente. Henríquez dijo que el alcohol hizo que Depp se enojara y fuera abusivo, y que controlaría lo que Heard podría usar en eventos públicos. Declaró también que había visto moretones en Heard, y que a medida que avanzaba la relación, Heard perdió peso, se volvió retraída y comenzó a experimentar insomnio. Durante el contrainterrogatorio, el abogado de Depp cuestionó a Henríquez sobre tomar cocaína con Depp y bromear en un mensaje de texto sobre golpear a Heard; Henríquez dijo que el texto era una broma "desafortunada" y que no estaba al tanto de la situación en ese momento.

##### Melanie Inglessis
Melanie Inglessis, exmaquilladora y amiga de Heard, testificó en una declaración en video cómo había usado maquillaje para ocultar las lesiones de Heard en diciembre del 2015 antes de su aparición en The Late Late Show con James Corden. Describió que Heard tenía "decoloración debajo de los ojos y en el puente de la nariz", un labio partido y que le faltaba un mechón de cabello.

##### Kristina Sexton
Kristina Sexton, ex entrenadora de actuación y amiga de Heard, testificó en una declaración en video que Depp criticó y degradó las elecciones de carrera de Heard, y que la relación de la pareja estuvo "llena de tensión" hacia el final. Sexton testificó que durante un viaje de fin de semana del 2013, cuando Heard alega que Depp la agredió, fue testigo de una acalorada discusión entre la pareja y que a la mañana siguiente el tráiler de la pareja estaba "completamente destrozado". Sexton negó haber visto a Depp actuar violentamente con Heard, pero en una ocasión, "lo vi venir hacia ella, y fue entonces cuando los guardaespaldas intervinieron". Además testificó que Heard había perdido una preocupante cantidad de peso hacia el final de la relación. y había comenzado a faltar a las sesiones para presentarse llorando ante ellas.

##### Bruce Witkin
Bruce Witkin, amigo de mucho tiempo de Depp y excompañero de banda, testificó en una declaración en video que Depp tenía celos irracionales en sus relaciones con mujeres, incluso con Vanessa Paradis y Heard. Dijo que él y la mayoría de las personas cercanas a Depp, incluida su hermana Christi, estaban preocupados por su abuso de sustancias, pero que los empleados de Depp generalmente no se atrevían a abordar el problema. Witkin testificó que había visto un hematoma en el brazo de Heard cuando estaban filmando un documental con Keith Richards en 2013; Heard ha alegado que Depp había abusado de ella antes. También dijo que había visto a Depp con "un labio hinchado" en una ocasión.

##### Tracey Jacobs
Tracey Jacobs, una agente de la UTA que representó a Depp desde la década del 90 hasta el 2016, testificó que en los últimos diez años que fue su agente, le resultó cada vez más difícil negociar papeles para él, ya que se había ganado la reputación de llegar tarde a los platós de rodaje y por abuso de sustancias. Ella había derivado a Depp a David Kipper para un tratamiento por abuso de sustancias. Jacobs testificó que en 2016, Depp ya no era "la estrella más grande del mundo"; también negó que hubiera habido negociación alguna por Piratas 6. Jacobs declaró que en 2016, Depp había exigido 20 millones de dólares de UTA, citando su larga historia con la agencia; en cambio, Jacobs consiguió un préstamo bancario para él. Dijo que las demandas de Depp han dañado aún más su carrera. También dijo que Depp tenía problemas con la ira, pero que ella personalmente no lo había visto ser violento con una mujer. Dijo además que Depp había intentado cerrar la producción de London Fields, una película que protagonizó Heard durante su relación, debido a escenas de desnudos.

##### Joel Mandel
Joel Mandel, exgerente comercial de Depp, testificó que Depp tenía problemas importantes con los gastos excesivos y el abuso de sustancias. Dijo que el estilo de vida de Depp se había vuelto cada vez más caro después del éxito de Pirates of the Caribbean: The Curse of the Black Pearl, estrenada en el 2003; pero que en los años anteriores a 2016, muchos de sus películas no tuvieron éxito. Mandel testificó además que Depp había estado gastando miles de dólares al mes en medicamentos recetados.

##### Ellen Barkin
Ellen Barkin, quien tuvo una breve relación con Depp y apareció con él en Miedo y asco en Las Vegas del 1998, testificó en una declaración pregrabada que Depp era un hombre "celoso" y "controlador" y que estaba a favor la mayor parte del tiempo borracho o drogado. Ella dijo que Depp una vez "arrojó" una botella de vino cuando estaban discutiendo, y se había "enfadado mucho" por un rasguño en la espalda de Barkin, insistiendo en que ella lo estaba engañando.

##### Michele Mulroney
Michele Mulroney, exabogada de Heard, testificó en una declaración grabada en video que Heard le había pedido que redactara un acuerdo prenupcial antes de que la pareja se casara. Mulroney testificó que nunca se llegó a un acuerdo porque Depp la llamó por teléfono, la insultó verbalmente y la despidió en nombre de Heard.

##### Tina Newman
Tina Newman, una ejecutiva de producción que representa a Disney, testificó sobre las discusiones que ella y otros ejecutivos, incluidos Alan Horn y Alan Bergman, tuvieron sobre la reputación de Depp. Afirmó que habían discutido la cobertura negativa de la vida personal y el comportamiento de Depp en el set de la quinta película de Pirates en el 2015 en correos electrónicos. Newman dijo que no puede confirmar ni negar que el artículo de opinión de Heard haya sido mencionado en estas discusiones, o que haya tenido alguna influencia en que no se le pidiera a Depp que regresara para una sexta película de Pirates.

##### Adam Waldman
Adam Waldman, el abogado de Depp, de quien Heard afirma que jugó un papel decisivo en la creación de una campaña de desprestigio en su contra, testificó que le había dado al Daily Mail dos grabaciones de audio sobre el caso y que se había comunicado sobre el caso con "periodistas de Internet", como una persona responsable de la cuenta de redes sociales "That Umbrella Guy". Waldman le dijo al Daily Mail en parte: "Amber Heard y sus amigos en los medios usan acusaciones falsas de violencia sexual como espada y escudo, dependiendo de sus necesidades".

##### Jessica Kovacevic
Jessica Kovacevic, exagente de Heard, testificó en una declaración en video que la carrera de Heard sufrió después de que Depp la demandó a principios del 2019 y que su abogado, Adam Waldman, comenzó a acusarla públicamente de abuso y generar un engaño. Kovacevic testificó que después del éxito de Aquaman, lanzada en diciembre del 2018, se esperaba que Heard obtuviera más roles y patrocinios, pero ninguno se materializó. Kovacevic declaró además que no pudo negociar una tarifa más alta para Heard en la secuela como se haría normalmente, y que Heard perdió un papel en la película. Kovacevic declaró que Heard había obtenido buenas críticas con audiencias de prueba para Aquaman, y la única razón lógica del declive de la carrera de Heard, a pesar de aparecer en un éxito de taquilla, fue la prensa negativa y los tuits que la acusaban de mentirosa y abusadora.

##### Ron Schnell
Ron Schnell, testigo experto en análisis de datos de redes sociales, testificó en persona que se enviaron más de 2 millones de tuits negativos sobre Heard entre abril del 2020 y el 31 de enero del 2021. Se hizo referencia a Waldman en 1 de cada 4 de esos y los hashtags negativos sobre Heard aumentaron después de que Waldman filtrara archivos de audio.

##### Alan Blaustein
Alan Blaustein, el expsiquiatra de Depp, testificó en una declaración en video que Depp era "paranoico" y celoso, y que su relación con Heard era "muy caótica" y que tenía mucha ira hacia ella. Depp también le habló de "rabia y caos" en su relación con Vanessa Paradis. Blaustein testificó que Depp era adicto a la marihuana, el alcohol y los opiáceos, y que Blaustein los había observado afectando la memoria de Depp. Dijo que Depp le había hablado de "luchar contra el diablo", y explicó que "era una representación de una batalla consigo mismo". Blaustein testificó además que Depp habló sobre su abuso infantil y sobre cómo Heard le recordaba a su "hermana psicótica" y su madre.

#### Semana 6

##### Richard Moore
Richard Moore, un cirujano ortopédico llamado como testigo experto, testificó que la versión de Depp de cómo se lastimó el dedo "no era consistente" con el tipo de lesión que tenía. Moore testificó que una botella que impactara el dedo desde arriba habría dañado la uña, pero que la uña de Depp no resultó herida. Según Moore, la lesión parecía más similar a las lesiones del dedo aplastado en una puerta o un cajón.

##### David Spiegel
David Spiegel, un psiquiatra también llamado como testigo experto, testificó que el comportamiento de Depp "se correlaciona" con factores de riesgo de violencia de pareja íntima, incluido el trastorno por uso de sustancias. Además, testificó que Depp mostró un comportamiento narcisista y afirmó que el juicio en sí era un ejemplo de eso. Durante el contrainterrogatorio, el abogado de Depp argumentó que Spiegel estaba violando la regla de Goldwater, la directriz de la Asociación Estadounidense de Psiquiatría de que los psiquiatras no deben diagnosticar a figuras públicas sin un examen en persona; Spiegel lo negó y afirmó que había realizado una revisión exhaustiva de los registros médicos de Depp. Además, afirmó que el equipo legal de Heard había solicitado en dos ocasiones realizar una evaluación psiquiátrica de Depp.

##### Katrhyn Arnold
Kathryn Arnold, una analista de entretenimiento llamada como testigo experta, testificó que, según su análisis, Heard podría haber ganado hasta 50 millones de dólares en los años posteriores al éxito de Aquaman si no hubiera sido por las afirmaciones de Waldman y la supuesta campaña de desprestigio contra ella. Afirmó que las marcas y los estudios de cine "no pueden trabajar con [Heard] en este momento porque cada vez que se menciona su nombre, la negatividad estalla nuevamente". Arnold testificó además que la carrera de Depp no se vio afectada por el artículo de opinión de Heard, ya que "casi nadie sabía que existía el artículo de opinión antes de que presentara la demanda". Afirmó que las demandas de Depp y el "comportamiento errático" eran los culpables.
El 24 de mayo, los abogados de Heard dieron descanso a su defensa, luego de ocho días de testimonio.

### Testigos de refutación de Depp

##### Walter Hamada
Walter Hamada, presidente de DC Films, testificó que el papel de Heard como Mera en Aquaman and the Lost Kingdom no estuvo en peligro debido a las afirmaciones de Waldman, pero que el estudio estaba preocupado por la falta de química entre Heard y Jason Momoa, quien interpreta a Aquaman. Hamada también declaró que el papel de Heard no se redujo ya que Aquaman 2 se concibió desde el principio como una "comedia de amigos" entre el personaje de Momoa y su medio hermano King Orm (Patrick Wilson), en lugar de centrarse en la relación romántica entre Mera y Aquaman.

##### Morgan Night
Morgan Night, el propietario de un parque de casas rodantes en Joshua Tree, donde Depp y Heard pasaron una noche en mayo del 2013, testificó que vio a Heard gritarle a Depp y que, en respuesta, Depp estaba "acobardado" y "casi asustado". Refutó la afirmación de Heard de que el tráiler había sido "completamente destrozado" por Depp, testificando en cambio que inspeccionó el tráiler a la mañana siguiente y vio que un candelabro estaba parcialmente roto y no vio ningún otro daño. Dijo que a Depp se le impuso un recargo de 62 dólares para reemplazar la lámpara rota. Night se convirtió en testigo después de que comenzó el juicio, pero se consideró adecuado para testificar porque "se había estado manteniendo alejado de Internet" una vez que se convirtió en uno de los testigos de Depp. Los abogados de Depp lo contactaron después de responder a un tuit de la cuenta de Twitter pro-Depp llamada "That Umbrella Guy" sobre lo que presenció en el parque de casas rodantes. Night también testificó que la primera esposa de Depp, Lori Ann Allison, había trabajado en una película que él había dirigido en 1999.

##### David A. Kübler
David A. Kulber, el cirujano que reconstruyó el dedo de Depp en marzo del 2015, testificó que vendó la mano de Depp con un yeso "voluminoso" después de la cirugía. Dijo que el elenco habría dificultado que Depp agarrara a alguien o formara un puño.

##### Richard Marks
Richard Marks fue llamado para contrarrestar el testimonio de Arnold. Afirmó que Arnold no tenía experiencia en la negociación de contratos para actores y que su estimación de lo que Heard podría haber ganado después del éxito de Aquaman estaba inflada e inexacta. Criticó a Arnold por comparar a Heard con actores como Jason Momoa, Gal Gadot, Ana de Armas, Zendaya y Chris Pine, quienes interpretaron personajes principales en películas de superhéroes o tuvieron papeles protagónicos en exitosas series de televisión. Durante el contrainterrogatorio, Marks testificó que no recordaba haber negociado un contrato para una película de superhéroes y no podía nombrar a una actriz que no hubiera sido contratada para otra película de estudio después de protagonizar una. Michael Spindler fue recordado y criticó el uso de Arnold de una metodología mixta para estimar la supuesta pérdida de ganancias de Heard, describiendo sus cálculos como "no respaldados adecuadamente" y "irrazonables". Douglas Bania, quien también había testificado anteriormente, dijo que su análisis encontró que el 35% del uso total de los hashtags "Justice for Johnny" y "Amber Turd" en las redes sociales ocurrió antes de la publicación de la declaración de Adam Waldman. Argumentó que, como resultado, Waldman no podía ser considerado responsable de Heard. Además, testificó que los actores cuyas trayectorias profesionales Arnold había comparado con las de Heard no eran buenas comparaciones, citando puntajes Q más altos y seguidores en las redes sociales.

##### Richard Shaw
Richard Shaw, un psiquiatra, fue llamado para refutar el testimonio del testigo de Heard, David Spiegel, quien declaró que "Depp tenía comportamientos que eran consistentes con el trastorno por uso de sustancias y la violencia de pareja íntima". Shaw argumentó que Spiegel había violado la regla de Goldwater, que dice que los psiquiatras no deben emitir una opinión pública sobre el estado mental de las figuras públicas.

##### Jennifer Howell
Jennifer Howell, fundadora de The Art of Elysium y examiga de la hermana de Heard, Whitney Henriquez, testificó sobre la veracidad de los correos electrónicos que le había enviado a Whitney, la única testigo del presunto abuso de Depp. Howell dijo que "luchó mucho con qué hacer en una situación en la que amaba mucho a alguien que está haciendo algo mal, y sé que lo está haciendo porque está tratando de proteger a su hermana". Heard había testificado previamente que había donado 250 000 dólares al programa de arte infantil de The Art of Elysium. Howell testificó que la organización recibió una donación anónima por esa cantidad, pero que creían que la donación fue hecha por Elon Musk.

##### Candie Davidson-Goldbronn
Candie Davidson-Goldbronn, representante del Children's Hospital Los Angeles (CHLA), al que Heard había prometido la mitad de su acuerdo de divorcio de 7 millones, testificó que Heard no había donado 3,5 millones a la organización. Ella confirmó que a partir de su declaración pregrabada, la CHLA había recibido 250.000 directamente de Heard, además de un pago de 100.000 realizado por el contador de Depp, Edward White, en nombre de Heard como parte de su acuerdo de divorcio.

##### Morgan Tremaine
Morgan Tremaine, ex empleado del sitio web de celebridades TMZ, testificó que durante su trabajo con este, la organización había recibido un aviso de que Heard comparecería en un juzgado de Los Ángeles en mayo del 2016, por lo que envió fotógrafos allí para fotografiar a Heard "saliendo del juzgado y ella iba a detenerse y volverse hacia el cámara y mostrar el hematoma". Tremaine testificó que en agosto del 2016 envió fotógrafos de TMZ a un bufete de abogados que visitó Heard y explicó que era poco común que los fotógrafos de TMZ fueran enviados a bufetes de abogados. También testificó que TMZ publicó un video de Depp dando portazos y arrojando una botella unos 15 minutos después de que Tremaine la recibiera; Tremaine testificó además que TMZ puede publicar un video en cuestión de minutos si TMZ conoce la fuente, pero si TMZ desconoce la fuente, podría tomar semanas determinar los derechos de autor antes de publicar el video.

##### Kate Moss
Kate Moss, quien estuvo en una relación con Depp desde 1994 hasta 1998, dio una breve declaración en respuesta al comentario del testimonio de Heard: "Pensé instantáneamente en Kate Moss y las escaleras, y le di un golpe". Moss testificó que Depp "nunca la había empujado, pateado o tirado" por ninguna escalera. Ella dijo que accidentalmente se había resbalado por las escaleras en un resort de Jamaica durante una tormenta, y que Depp la ayudó y "me consiguió atención médica" después.

#### Última declaración de Heard
El 26 de mayo, Heard le dijo al jurado que estaba sufriendo acoso "minuto a minuto", incluidas amenazas de muerte y traumas diarios que requerían que sus amigos siguieran "reglas" especiales cuando se acercaban a ella para evitar ataques de ansiedad.

### Argumentos Finales

#### Equipo legal de Heard
El equipo legal de Heard ha mantenido dos argumentos principales, que Depp abusó de Heard y que, incluso si no abusó de ella, el artículo de opinión no fue difamatorio, ya que no mencionó a Depp por su nombre ni abordó directamente las acusaciones contra él. Dijeron a los miembros del jurado que "piensen en el mensaje que el señor Depp y sus abogados envían a Amber y a las víctimas de abuso doméstico". "Si no tomaste fotos, no sucedió", dijo Benjamin Rottenborn, abogado de Heard. "Si no buscó atención médica, no resultó herido". Afirmó que Depp “no puede y no asumirá la responsabilidad. [...] Todo es culpa de otra persona". Le dijo al jurado que "si Amber fue abusada por el Sr. Depp incluso una vez, entonces ella gana". Rottenborn acusó a Depp de "culpar a la víctima en su forma más repugnante".

#### Equipo legal de Depp
El equipo legal de Depp ha sostenido que Heard fue la abusadora en su relación y que las acusaciones de Heard contra Depp no eran ciertas y habían arruinado su vida. Pidieron a los miembros del jurado que "le devolvieran la vida".
"Hay un abusador en esta sala del tribunal, pero no es el señor Depp", dijo Camille Vásquez, una de las abogadas de Depp. Agregó: "Y hay una víctima de abuso doméstico en esta sala del tribunal, pero no es la Sra. Heard". Depp sufrió "abuso verbal, físico y emocional persistente" a manos de la Sra. Heard, dijo Vásquez al jurado. Luego, Heard le causó a Depp el "daño más grande y cruel de todos" cuando alegó que Depp había abusado de ella hace "exactamente seis años" el 27 de mayo del 2016. "Había un monstruo en esa casa en Australia, pero no era el Sr. Depp, era la Sra. Heard", dijo. "Fue la Sra. Heard quien atacó e hirió gravemente al Sr. Depp".
"O te lo crees todo o no lo crees. O el señor Depp agredió a la señora Heard con una botella en Australia, o la señora Heard se subió al estrado, delante de todos vosotros, e inventó esa horrible historia de abuso". Vásquez le dijo al jurado. "Un acto de profunda crueldad no solo para el señor Depp sino también para los verdaderos sobrevivientes de abuso doméstico". También le dijo al tribunal que Heard "entró en esta sala del tribunal lista para dar la actuación de su vida... y lo hizo".

### Deliberaciones del jurado
Las deliberaciones del jurado comenzaron alrededor de las 3:00 p. m. el 27 de mayo, después de que los equipos legales de Heard y Depp presentaran los argumentos finales y se acordaran las instrucciones del jurado. Cerraron las deliberaciones del día alrededor de las 5:00 p. m. ese mismo día, reanudandóse el 31 de mayo, después del fin de semana del Día de los Caídos.
La jueza Penney Azcarate instruyó al jurado antes de que comenzaran las deliberaciones para determinar si hubo difamación con malicia real. Para hacer frente a la malicia real, Heard debe haber escrito su artículo de opinión sabiendo que sus acusaciones eran falsas, o con un desprecio imprudente por si eran falsas o no.
Las deliberaciones del jurado concluyeron el 1 de junio después de tres días de deliberaciones; el veredicto estaba programado para ser anunciado a las 3:00 p. m., pero hubo demoras debido a que los miembros del jurado no completaron la sección de daños en el veredicto.

### Veredicto
El jurado encontró que las tres declaraciones del artículo de opinión de Heard de 2018 ("Me pronuncié en contra de la violencia sexual y enfrenté la ira de nuestra cultura. Eso tiene que cambiar", "Luego, hace dos años, me convertí en una figura pública que representaba el abuso doméstico, y Sentí toda la fuerza de la ira de nuestra cultura por las mujeres que hablan", y "Tuve la rara ventaja de ver, en tiempo real, cómo las instituciones protegen a los hombres acusados de abuso") eran falsas y difamaban a Depp con malicia real. El jurado condenó a Heard a otorgarle a Depp $10 millones en daños compensatorios y $5 millones en daños punitivos. Los daños punitivos, sin embargo, se redujeron a $350.000 debido a un límite impuesto por la ley estatal de Virginia.
Con respecto a la contrademanda de Heard, el jurado no encontró difamación en dos de las tres declaraciones impugnadas que el exabogado de Depp, Adam Waldman, había publicado en el Daily Mail y que las declaraciones: "Amber Heard y sus amigos en los medios usan falsos las acusaciones de violencia sexual como espada y escudo dependiendo de sus necesidades" y "Hemos llegado al principio del fin del engaño de abuso de la Sra. Heard contra Johnny Depp" no fueron difamatorias. Sin embargo, el jurado consideró que la siguiente declaración de Waldman era falsa, difamatoria y hecha con verdadera malicia: "Simplemente, esto fue una emboscada, un engaño. Estafaron al Sr. Depp llamando a la policía, pero el primer intento no funcionó. Los oficiales llegaron a los penthouses, los registraron y entrevistaron minuciosamente, y se fueron después de no ver daños en la cara ni en la propiedad. Así que Amber y sus amigas derramaron un poco de vino y maltrataron el lugar, consiguieron sus historias directamente bajo la dirección de un abogado y publicista. , y luego realizó una segunda llamada al 911". Como resultado, Heard recibió $2 millones en daños compensatorios pero sin daños punitivos.

## Reacciones
El juicio llamó mucho la atención de los partidarios de Depp y Heard, así como del público en general.

### Redes sociales
El juicio se transmitió en vivo, y algunos reporteros compararon la sección de comentarios con una transmisión de Twitch o VMA en lugar de un canal de noticias. Los usuarios en el chat de transmisión expresaron opiniones sobre el caso o se manifestaron contra otros que hacían lo mismo, con comentarios y memes similares sobre los involucrados y el caso visto en Twitter, TikTok e Instagram. Los clips del juicio se usaron para crear memes, así como compilaciones o videos de reacción, y varios de esos videos se volvieron virales. La periodista Amelia Tait de The Guardian se refirió al caso como "juicio por TikTok" y afirmó que en las redes sociales, el caso se había convertido en "una fuente de comedia". Esto también fue señalado por otros periodistas. Varios medios de comunicación señalaron que quienes publicaban sobre el juicio en las redes sociales parecían apoyar en su mayoría a Depp. Según Sunny Hundal de The Independent, la mayoría de estas imágenes y videos mostraban a Depp como "sonriente, feliz o haciendo reír a otras personas", mientras que "Heard siempre se muestra enojada o llorando". Un vídeo, un supercorte de las repetidas objeciones del abogado de Heard al testimonio de Depp, ha acumulado 30 millones de visitas en TikTok y 15 millones de visitas en YouTube hasta el 29 de abril del 2022. Otras tendencias virales de TikTok incluyeron videos en los que los usuarios representan el testimonio de Heard o hacen "expresiones faciales excitadas" sobre su testimonio de abuso sexual. Se desacreditó la afirmación de que Heard estaba haciendo pasar citas de películas como sus propios pensamientos, que estaba usando cocaína en el estrado, o que estaba copiando la ropa de Depp. Dos de los testigos expertos de Heard, los psiquiatras Dawn Hughes y David Spiegel, tuvieron sus perfiles de WebMD en el punto de mira de comentarios negativos después de sus apariciones durante el juicio.
Una revisión realizada por Newsweek en 2016 de los tuits que usaban los nombres de los actores y tenían al menos 100 me gusta, encontró unos 38 tuits que cumplían con los criterios y respaldaban a uno de los involucrados. Desde el 19 de abril del 2022, un estudio similar encontró que se habían publicado al menos 509 tuits que cumplían con los criterios del estudio del 2016, y la mayoría apoyaba a Depp. BuzzFeed News informó que, entre el 25 y el 29 de abril del 2022, se cargaron 1667 publicaciones en Facebook utilizando el hashtag #JusticeForJohnnyDepp, con más de 7 millones de interacciones totales. Mientras tanto, Heard comparativamente solo tuvo 16 publicaciones de apoyo, con 10,415 interacciones. Además, en TikTok, los videos etiquetados con #JusticeForAmberHeard tienen más de 21 millones de vistas combinadas, mientras que los videos etiquetados con #JusticeForJohnnyDepp tienen más de 5 mil millones de vistas combinadas al 29 de abril.
Los datos recopilados por Newswhip del 4 de abril al 16 de mayo del 2022 indicaron que los artículos de noticias sobre el juicio generaron más interacciones en las redes sociales por artículo en los Estados Unidos que todos los demás temas de noticias importantes, incluido el borrador de opinión filtrado de la Corte Suprema sobre el aborto, la invasión rusa de Ucrania, la inflación o la adquisición de Twitter por parte de Elon Musk. Los datos de SimilarWeb mostraron que los sitios web de noticias de entretenimiento como People, Us Weekly y el New York Post experimentaron aumentos de tráfico de entre el 9% y el 22% durante el mes de abril del 2022 en comparación con abril del 2021, como resultado del juicio. Derecho y delincuencia, que transmitió el juicio, tuvo un aumento de 50 veces en la audiencia diaria en su aplicación en comparación con antes del juicio; la presidenta de la red Law&Crime, Rachel Stockman, afirmó que el consumo de cobertura del juicio Depp v. Heard fue significativamente mayor que el del juicio de Derek Chauvin en junio del 2021. Axios concluyó que Heard v. Depp "destaca como el primer juicio importante en volverse viral en la era TikTok".
En mayo del 2022, una investigación realizada por la organización The Citizens y por el diario Vice descubrió que el sitio web The Daily Wire había gastado entre 35.000 y 47.000 dólares en anuncios de Facebook e Instagram para promover información engañosa en contra de Amber Heard sobre el juicio en el Reino Unido.

#### Camille Vasquez
A lo largo del juicio, muchos centraron su atención en el equipo legal de Johnny Depp, particularmente en Camille Vasquez. En el día 16 del juicio, Vasquez interrogó a Heard, y al menos un video del contrainterrogatorio se volvió viral. Un video de TikTok que muestra a Heard respondiendo a un comentario hecho por Vásquez a la corte, como si fuera una pregunta, cuando aún no se había hecho ninguna pregunta, recibió más de 1.2 millones de visitas y 109.000 me gusta hasta el 22 de mayo. Muchos de los comentarios debajo del video hay usuarios que elogian a Vásquez y su articulación y comprensión legal. Los fanes crearon páginas de fanes en TikTok e Instagram, y algunas obtuvieron decenas de miles de seguidores. En TikTok, el hashtag #Camillevasquez tiene más de 2300 millones de visitas.
Después de su contrainterrogatorio de Heard, Vásquez abrazó a Depp. El 18 de mayo, un reportero de Splash News intentó interrogar a Vásquez sobre los rumores de que ella y Depp estaban saliendo, y el reportero afirmó que los rumores estaban por todo Internet, y Vásquez se rio del comentario. Más tarde se publicó en TMZ que fuentes "conectadas con Camille Vasquez" expresaron que la pareja "definitivamente no están saliendo". 
Algunos criticaron a Vásquez por desacreditar y no creer a Heard, mientras que otros defendieron a Vásquez por defender a las víctimas masculinas de abuso doméstico.

#### Compañías
Las empresas también se involucraron en las discusiones en las redes sociales sobre el juicio. Durante las declaraciones de apertura, uno de los abogados de Heard levantó una paleta de maquillaje de corrector compacto y dijo: "Esto es lo que Amber llevó en su bolso durante toda la relación con Johnny Depp. Esto fue lo que usó. Se volvió muy experta en eso", sosteniendo la paleta del kit corrector todo en uno Conceal + Perfect de Milani Cosmetics, aunque la redacción puede interpretarse como relacionada con un ejemplo genérico de un compacto. Después de esto, Milani Cosmetics publicó un video en TikTok que decía que Heard no podría haber usado su producto específico para cubrir los supuestos hematomas durante su relación con Depp, ya que no se había publicado hasta diciembre del 2017, once meses después del divorcio de la pareja. Los vendedores en los mercados de Internet como Redbubble y Etsy también habían comenzado a vender mercancías relacionadas con el juicio, como camisetas y tazas con el lema "Justicia para Johnny".

### Espectadores de la corte
Debido al hecho de que solo se pueden seleccionar 100 espectadores cada día, se implementó un sistema de pulseras codificadas por colores con una nueva ronda de pulseras lanzadas cada día a las 7:00 a. m.. Las multitudes fuera del juzgado vitoreaban a Depp a su llegada, mientras que Heard era abucheada y abucheado por ellos. En el cuarto día del juicio, dos partidarios de Depp fueron sacados de la sala del tribunal cuando se descubrió que habían amenazado de muerte a Heard en línea.
En la última semana del juicio, sacaron a una mujer de la sala del tribunal después de que se puso de pie y le gritó a Depp: "¡Este bebé es tuyo!". y afirmó ser su alma gemela. Un espectador de la corte se había retirado previamente después de no poder controlar su risa durante el juicio.
Un fan trajo repetidamente dos alpacas en un intento de alegrar el día de Depp antes y después de la corte, y otros fanáticos supuestamente interactuaron con estas. Esto fue en respuesta a que el abogado de Heard acordó con Depp que no trabajaría en otra película de Piratas del Caribe, incluso si Disney le ofrecía 300 millones de dólares y un millón de alpacas.
Un partidario de Heard también entregó un ramo de flores en el vehículo de salida de Heard en una interacción potencialmente acordada.

### Al veredicto
Afuera del juzgado, la multitud inicialmente estaba confundida por el veredicto que otorgaba daños a Depp y Heard. Después de que los abogados y otros expertos explicaran el veredicto, el estado de ánimo entre los más de 100 seguidores de Depp fue de júbilo, mientras que el único partidario de Heard expresó su decepción pero no su sorpresa. El impacto más amplio del juicio y el veredicto en la sociedad es que parece significar el final de la filosofía #BelieveAllWomen del movimiento Me Too.

#### Johnny Depp
Depp reaccionó al resultado del juicio declarando que "el jurado me devolvió la vida. Me siento verdaderamente honrado". Depp también declaró que estaba "abrumado por la efusión de amor y el colosal apoyo y amabilidad de todo el mundo". Continuó: "Espero que mi búsqueda de que se diga la verdad haya ayudado a otros, hombres o mujeres, que se han encontrado en mi situación, y que quienes los apoyan nunca se rindan". Depp también destacó "el noble trabajo de la jueza, los miembros del jurado, el personal de la corte y los alguaciles que han sacrificado su propio tiempo para llegar a este punto", y elogió a su "equipo legal diligente e inquebrantable" por "un trabajo extraordinario".
Su declaración completa, publicada en Instagram , se ha convertido en una de las publicaciones de Instagram con más me gusta de todos los tiempos con más de 17 millones.

#### Amber Heard
A los pocos minutos del veredicto, Heard emitió un comunicado en el que decía que estaba "desconsolada porque la montaña de pruebas aún no era suficiente para hacer frente al poder, la influencia y la influencia desproporcionados de mi exmarido". Ella describió el veredicto como un "retroceso" para las mujeres, explicando que "hace retroceder el reloj a un momento en que una mujer que habló y habló abiertamente podría ser avergonzada y humillada públicamente", "hace retroceder la idea de que la violencia contra las mujeres debe tomarse en serio", y también expresó su tristeza porque "parecía haber perdido un derecho que pensé que tenía como estadounidense: hablar libre y abiertamente".
Después del juicio, una portavoz de Heard dijo que planeaba apelar la decisión. La abogada de Heard, Elaine Bredehoft, dijo que Heard "absolutamente" no podía pagar los daños que le debía a Depp, tiene "excelentes motivos" para apelar y "absolutamente" apelaría.